# Gotlands regemente (nya)
Gotlands regemente (P 18) är ett pansarförband inom svenska armén som verkat sedan den 1 januari 2018. Förbandsledningen är förlagd i Visby garnison i Visby.

## Historik
Gotlands regemente bildades officiellt den 1 januari 2018. Beslutet om att bilda regementet togs av regeringen i samband med regeringens höstbudget 2017. Regementet som är en ny organisationsenhet inom Försvarsmakten delar namn med det Gotlands regemente som upplöstes och avvecklades genom försvarsbeslutet 2004. Det nya regementet har dock inga direkta likheter med det tidigare då regementet avses få ett sammanhållet ansvar för Gotland, mer likt det tidigare Gotlands militärkommando (MKG) som hade det samlade territoriella samt utbildningsansvaret på Gotland. Det kan även jämföras med Artilleriregementet som antog ett namn från ett tidigare upplöst regemente.

### Bakgrund och säkerhetspolitisk kontext
I och med försvarsbeslutet 2004 (prop. 2004/05:5) beslutade riksdagen bland annat att Gotlands tidigare regemente (P 18) skulle upphöra den 31 december 2004. Från den 1 januari 2005 övergick verksamheten vid regementet till en avvecklingsorganisation, vilken fick verka som längst till den 30 juni 2006. Den traditionella nedläggningsceremonin av regementet genomfördes den 28 maj 2005. Den sista kullen värnpliktiga ryckte in som vakt- och eskortsoldater och utbildades mellan januari och oktober 2005. När de avslutade sin grundutbildning försvann också den sista permanenta militära närvaron på ön. Kvar fanns endast Visby garnison - en paraplyorganisation för den militära verksamhet som bedrevs på ön fram till 2006. Den militära närvaro som fanns på Gotland över tiden var 32. hemvärnsbataljonen (Gotlandsbataljonen) som fredsadministrativt leddes av Gotlandsgruppen samt diverse stödenheter. Flygvapnet representerades av F 17 Gotland, som till största delen bestod av baspersonal.
Med den ryska invasionen av Georgien 2008 bedömdes den ryska tröskeln för våldsanvändning ha sänkts och Sveriges territoriella försvar återaktualiserades. Med försvarsbeslutet 2009 beslutades det att förrådsställa 14 stycken stridsvagn 122 på ön. Den 9 oktober 2013 förrådsställdes de 14 stridsvagnarna på ön, under Skaraborgs regementes försorg.
Gotlands strategiska betydelse för Sverige och Östersjöregionens försvar aktualiserades återigen med den ryska annekteringen av Krim och konflikten i östra Ukraina 2014. Behovet av ett svenskt nationellt fokuserat försvar aktualiserades också av underrättelseoperationen i Stockholms skärgård 2014. Med försvarsbeslutet 2015 så fattades beslutet att upprätta en mekaniserad stridsgrupp på Gotland. Den skulle vara grupperad och insatsberedd på ön från och med 2018. Skaraborgs regemente fick fortsatt utbildningsansvar för stridsgruppen.
I samband med en beredskapskontroll av försvarsmaktens operativa reserv i september 2016 beslutade Sveriges överbefälhavare, Micael Bydén, att tidigarelägga grupperandet av stridsgruppen till mitten av 2017. Detta hade sin grund i ett kraftigt försämrat säkerhetsläge i närområdet. Verksamheten på ön kom därefter att rotera mellan olika förband, fram tills stridsgruppen var färdigutbildad.
Den 1 juli 2017 hade de färdigutbildade delarna av 18. stridsgruppen etablerat sig på Gotland och började genomföra verksamhet på ön. Efter beslut under våren 2017 beslutades det att stridsgruppen skulle stärkas med taktiskt luftvärn i form av luftvärnskanonvagn 90.
I september 2017 genomfördes Försvarsmaktsövningen Aurora 17 på flera platser i Sverige, bland annat på Gotland. Flera förband ur Försvarsmakten och från andra länders väpnade styrkor deltog i övningsverksamheten på ön, samt så genomfördes ett flertal totalförsvarsmoment där civila myndigheter deltog.
Den 20 september 2017 lade regeringen fram ett förslag om att återetablera ett regemente på Gotland och i november började Försvarsmakten att rekrytera personal till regementet.

## Verksamhet
Gotlands regemente planeras att tillföras tre huvuduppgifter: vidmakthålla samt utbilda krigsförbanden på Gotland, leda nationella insatser på Gotland samt samverka med övriga totalförsvarsaktörer. Regementet som byggs från grunden planeras till en början få en stabs- och ledningsfunktionen med ett 20-tal anställda. När nu Gotland har fått ett nytt regemente kommer det också att bli en tydligare ledningsstruktur där nya P 18 tar ansvar för att samordna och koordinera all militär verksamhet på ön. Gotlands regemente kommer att vara både som organisationsenhet och militärregion. Från 2023 återinfördes grundutbildning för stridsvagn på Gotland. De värnpliktiga gjorde under hösten 2022 sin första del av vagnsutbildningen vid Skaraborgs regemente och Södra skånska regementet och återvände i januari 2023 till Gotlands regemente.

## Ingående enheter
Utöver stabs- och ledningsfunktionen vid regementet, kommer 18. stridsgruppen att tillföras från Skaraborgs regemente samt Gotlandsgruppen från Amfibieregementet.

### 181.pansarbataljonen
181. pansarbataljonen är ett krigsförband som bildades den 1 januari 2020. Bataljonen härstammar från 18. stridsgruppen som bildades den 1 januari 2016 och då underställd Skaraborgs regemente (P 4). Stridsgruppen utbildades i Skövde och överfördes till Gotland sommaren 2017, där den kom att utgöra ett detachement till Skaraborgs regemente. Stridsgruppen är ett krigsförband som består av yrkesofficerare, reservofficerare, heltids- och deltidstjänstgörande soldater, vilka bemannar olika befattningar till stridsgruppsstab, pansarskyttekompani med stridsfordon 90, stridsvagnskompani med stridsvagn 122 samt stab- och trosskompani.  Stridsgruppen överfördes 2019 från Skaraborgs regemente till Gotlands regemente.

### Gotlandsgruppen
Gotlandsgruppen (GLG) är en utbildningsgrupp som bildades den 1 juli 2000 i samband med försvarsbeslutet 2000. Gotlandsgruppen har sitt arv och sina traditioner från det tidigare Gotlands regemente (P 18), vilket avvecklades i samband med försvarsbeslutet 2004. Genom samma försvarsbeslut blev gruppen från den 1 januari 2006 en del av Amfibieregementet (Amf 1). Gruppen utbildar och stödjer hemvärnet på Gotland, och dess stab är förlagd till Visby. Gruppen administrerar Gotlands hemvärnsbataljon, vilka sedan 2012 var traditionstagare till Gotlands regemente (P 18). Utbildningsgruppen kom tillsammans med 32. hemvärnsbataljonen den 1 juli 2018 att från Amfibieregementet överföras till Gotlands regemente.

### Militärregion Gotland
Militärregion Gotland (MR G) kommer från bildas senast vid halvårsskiftet 2018, genom att Framskjuten ledning Gotland (FLG) avskiljs från Militärregion Mitt och bildar Militärregion Gotland (MR G), och underställs chefen för Gotlands regemente. Framskjuten ledning Gotland (FLG) bildades den 1 oktober 2016, som en del av den regionala staben i Militärregion Mitt, i syfte att leda och samordna den militära verksamhet på Gotland. Den 1 juli 2018 avskiljdes Framskjuten ledning Gotland (FLG) från Militärregion Mitt, för att bilda Militärregion Gotland (MR G). Militärregion Gotland underställdes Gotlands regemente, som i sin tur kommer att ha ett uppdrag både som organisationsenhet och som militärregion.

### Stridsgrupp Gotland
'Stridsgrupp Gotland är ett planerat krigsförband på Gotland bestående av en stridsgrupp (ej att förväxla med 18. stridsgruppen, som var den ursprungliga benämningen på det som i dag är 181. pansarbataljonen). Stridsgrupp Gotland är planerad att stå färdig till 2030 och kommer då utgöras av en reducerad pansarbataljon, en lokalförsvarskyttebataljon, luftvärnskompani, artillerikompani, ingenjörskompani, lednings- och sambandskompani, militärpolis med mera.

### Utbildningskompanier
- 1. kompaniet – Livkompaniet, värnpliktsutbildning
- 2. kompaniet – Roma kompani, pansarskyttekompani
- 3. kompaniet – Tingstäde kompani, vakant
- 4. kompaniet – Lärbro kompani, stridsvagnskompani
- 5. kompaniet – Klinte kompani, vakant
- 6. kompaniet – Garde kompani, trosstjänst
- 7. kompaniet – Hemse kompani, vakant
- 8. kompaniet – Havdhem kompani, stabs- och ledningskompani

## Förläggningar och övningsplatser

### Förläggning
Det nya regementet är förlagt till den förläggning som påbörjades våren 2017 till Skaraborgs regementes detachement på Gotland. Förläggningsområdet uppfördes av Fortifikationsverket på uppdrag av Försvarsmakten inom Tofta skjutfält, cirka 500 meter väster om Toftavägen, till en kostnad av 780 miljoner kronor. Detta kan jämföras med att Gotlands regementes före detta kasernområde såldes för 40 miljoner kronor efter att regementet hade avvecklats.
Fastigheterna inom området har av arkitekten presenterats som kamouflerade enplanshus. I syfte att smälta in i omgivningen, har inspiration hämtats från de nyuppförda fastigheterna inom Gotlands kustartilleriregementes tidigare område i Fårösund. Anläggningen är planerad att vara funktionell, modern, ta hänsyn till miljön och drivas med solel. De permanenta byggnaderna uppförs etappvis och beräknades stå helt klara åren 2020–2021.
När stridsgruppen anlände till Gotland den 27 juni 2017 kom den att förläggas till ett provisoriskt barackläger på Tofta skjutfält. Baracklägret påbörjades våren 2017 och beräknades vara helt klart den 19 september 2017. Lägret består av ett 100-tal barackmoduler som tidigare använts vid Wisbygymnasiet i Visby.
Den 16 mars 2018 togs det ceremoniella första spadtaget för det nya garnisonsområdet på Tofta skjutfält, vilket planeras att stå färdigt 2020.[uppföljning saknas] Det nya garnisonsområdet kommer då bestå av 30 000 m² varm- och kallyta och cirka 130 000 m² hårdgjorda ytor. Det omfattar bland annat byggnader som verkstäder, motionshall, repövningsläger, kontorslokaler, vaktkasern samt ett motorområde. Det symboliska första spadtaget togs av bland annat produktionschefen generallöjtnant Johan Svensson och gruppchef Philip Larsson från 181. pansarskyttekompaniet vid 18. stridsgruppen. I februari 2021 samlades regementsstaben i en ny tillfällig stabsbyggnad på garnisonsområdet efter att ha varit utspridd på fyra platser i Visbyområdet. Våren 2021 stod även en byggnad färdig för 181. pansarbataljonen, samt idrottshallen och ett stridsfordonsgarage. Byggnation av logement, matsal, lektionssalar och simulatoranläggning kom dock att fortsätta för en vidare fortsatt tillväxt av garnisonsområdet. Den 29 april 2022 offentliggjorde regeringen en extra satsning på Tofta garnison, där man beviljade Fortifikationsverket att investera upp till 1,6 miljarder kronor på det nya kasernetablissementet. Investeringen innefattar bland annat byggnation av ett serviceförråd för hantering av intendentur- och tygmateriel, en förläggningskasern, en sjukvårdsmottagning, en matsal med 200 sittplatser, en grovspolanläggning för stridsvagnar och en vårdhall för olika typer av fordon. Byggnationerna ska vara färdiga under 2026. Den 9 februari 2023 togs det symboliska spadtaget för den andra utbyggnadsetappen av kasernetablissement. Etapp 2 innehåller bland annat kasern, militärrestaurang, logistikcenter, försvarshälsovård, grovspolanläggning. Den byggnad som påbörjas byggas först är en kasern för värnpliktiga, där Fortifikationsverket fastställt ett nytt koncept för typbyggnader, som ska underlätta tids- och kostnadseffektiva framtida etableringar i Sverige. Byggnadskostnaden för etapp 2 uppgår till 1,6 miljarder kronor och de olika projekten planeras färdigställas åren 2024–2026.

### Övningsplatser
Tofta skjutfält har sedan 1808 varit både ett manöverfält och skjutfält för i huvudsak Gotlands artilleriregemente (A 7), Gotlands kustartilleriregemente (KA 3) Gotlands luftvärnskår (Lv 2) och Gotlands regemente (P 18). Efter att Gotlands regemente avvecklades, meddelade Försvarsmakten i februari 2008 att man ej tänker avveckla skjutfältet med hänvisning till dess geografiska läge. Förvaltningsmässigt kom Tofta skjutfält tillhöra Amfibieregementet åren 2005–2018. Från den 1 juli 2018 överfördes fältet till det nya Gotlands regemente.

## Heraldik och traditioner
Även om regementet är ett pansarregemente, så valde man arméns traditionella svärd till vapenskölden, istället för de mer naturliga pansarnävarna. Anledningen till valet var på grund av att regementet kommer att bestå av flera olika kompetenser, där alla ska känna en samhörighet med regementet. År 2017 fastställde Riksarkivet vapnet till det nya Gotlands regemente, där regementet kom att bära samma vapen som Gotlandsgruppen, och som även bars åren 1966–1994 av Gotlands militärkommando. Vidare har även regementet antagit den 5 februari som högtidsdag, vilken firas till minnet av bildandet av Gotlands nationalbeväring. Den 21 maj 2018 hölls en ceremoni över invigningen av det nya regementet. Ceremoninn hölls symboliskt vid Oscarsstenen, vilken är en plats som spelat en stor roll för de förband som funnits på Gotland. Vid ceremonin medverkade kung Carl XVI Gustaf, statsminister Stefan Löfven, regementschef Mattias Ardin samt överbefälhavare Micael Bydén.
Den 17 mars 2021 gick regementet sin första högvakt, då man löste av Livregementets husarer vid Drottningholms slott. På grund av Coronaviruspandemin och dess medföljande restriktioner, hölls en mindre ceremoni i samband med vaktavlösningen, därmed medverkade inte Harald VI. Regementet blev avlösta den 27 mars av Totalförsvarets skyddscentrum.

### Harald
Det nya regementet har övertagit det gamla regementets traditioner, även maskoten väduren Harald. År 1979 gjorde väduren Harald I sitt första framträdande i tjänsten under en högvaktsceremoni, med det gamla Gotlands regemente, på kungliga slottet. Han utnämndes senare till hederskorpral. Vid regementets ceremoni den 21 maj 2018 fanns väduren Harald V på plats. Den 27 september 2019 meddelade Gotlands regemente att Harald V dött efter att hastigt ha insjuknat i en ovanlig magsjukdom. Harald, som blev tre år, gjorde sitt sista framträdande i samband med Garnisonens dag den 21 september 2019 och beskrevs av sin ägare Katarina Amér som "lugn och trygg i ovanliga situationer, gillade uppmärksamhet och var en riktig kelgris". Då gutebaggen som förbandsmaskot är en viktig del i regementets historia och tradition påbörjade regementet sökandet efter Harald VI. Den 29 oktober 2019 meddelade kommunikationschefen vid Gotlands regemente att rekryteringen av Harald VI var slutförd. Den två år gamla och tillika Harald V:s gode vän Adjutanten hade utsetts till Harald VI. Både Harald V och Harald VI kommer från Fardhem.

### Kamratförening
Vid Gotlands regemente bildades den 2 september 1934 kamratföreningen Gotlandsinfanteristernas kamratförening, från 1 april 1963 som Gotlands regementes kamratförening, vilken är en ideell förening och har som syfte att vara en länk och samlingsplats mellan anställda eller värnpliktiga som tjänstgjort vid Gotlands regemente och Gotlandsbrigaden, vidare vårdar föreningen förbandets minne och traditioner.

## Förbandschefer
Regementschefer verksamma vid regementet sedan 2018.
- 2018–2022: Överste Mattias Ardin
- 2022–2023: Överste Magnus Frykvall [f]
- 2023–20xx: Överste Dan Rasmussen [g]

## Namn, beteckning och förläggningsort
| Gotlands regemente | 2018-01-01 | – |  |

| P 18 | 2018-01-01 | – |  |

| Visby garnison (F)  | 2018-01-01 | – |  |
| Tofta skjutfält (Ö) | 2018-07-01 | – |  |